# Pocahontas
Pocahontas (1595 - 21 tháng 3 năm 1617) hay còn được gọi là Rebecca Rolfe là một người phụ nữ Người Mỹ bản địa ở tiểu bang Virginia của Mỹ, con gái của Tù trưởng Powhatan của bộ lạc ở khu vực Tidewater. Pocahontas đã bị bắt giữ để đổi lấy tiền chuộc bởi thực dân Anh trong thời gian thù địch Anh-Da đỏ vào năm 1613. Trong thời gian bị giam cầm, bà đã được khuyến khích chuyển sang Kitô giáo và được làm lễ rửa tội dưới tên Rebecca. Khi cơ hội nảy sinh để cô trở về với mọi người, bà đã chọn ở lại với người Anh. Vào tháng 4 năm 1614, ở tuổi 19, bà kết hôn với chủ đồn điền thuốc lá John Rolfe, và vào tháng 1 năm 1615, bà sinh con trai đầu lòng của họ, Thomas Rolfe.
Bà được biết đến với việc ra sức giúp đỡ những người thực dân, thám hiểm da trắng định cư tại Jamestown, và đã kết hôn với một người thực dân là John Rolfe. Sau khi cùng chồng chuyển đến Luân Đôn năm 1616, bà được giới thiệu với xã hội Anh như một ví dụ của "kẻ man rợ văn minh" với hi vọng kích thích đầu tư vào khu định cư thuộc địa Jamestown. Bà mất năm 1617 tại Gravesend trên đường từ Anh trở về quê hương.
Câu chuyện của bà đã được lãng mạn hóa sau nhiều năm và trở thành một chủ đề cho nghệ thuật, văn học và điện ảnh phương Tây, mặc dù nhiều chi tiết là hư cấu. Bà được hư cấu thành nhân vật Pocahontas trong bộ phim hoạt hình cùng tên của Walt Disney Animation Studios.

## Qua đời
Vào tháng 3 năm 1617, Rolfe và Pocahontas lên tàu để trở về Virginia. Con tàu đã đi đến Gravesend trên sông Thames khi Pocahontas bị bệnh nặng. Bà được đưa lên bờ và chết ở tuổi khoảng 21. Không biết chính xác nguyên nhân gây ra cái chết của bà, nhưng nhiều giả thuyết đã được đặt ra từ viêm phổi, bệnh đậu mùa, bệnh lao đến bà đã bị đầu độc.
Lễ tang của Pocahontas diễn ra vào ngày 21 tháng 3 năm 1617, trong giáo xứ Saint George's, Gravesend. Ngôi mộ của bà được cho là nằm dưới thánh đường của nhà thờ, mặc dù kể từ khi nhà thờ bị phá hủy trong một đám cháy năm 1727, vị trí chính xác của nó vẫn chưa được biết đến. Bà được tôn vinh với bức tượng đồng cỡ lớn tại nhà thờ St. George bởi William Ordway Partridge.

## Một số hình ảnh

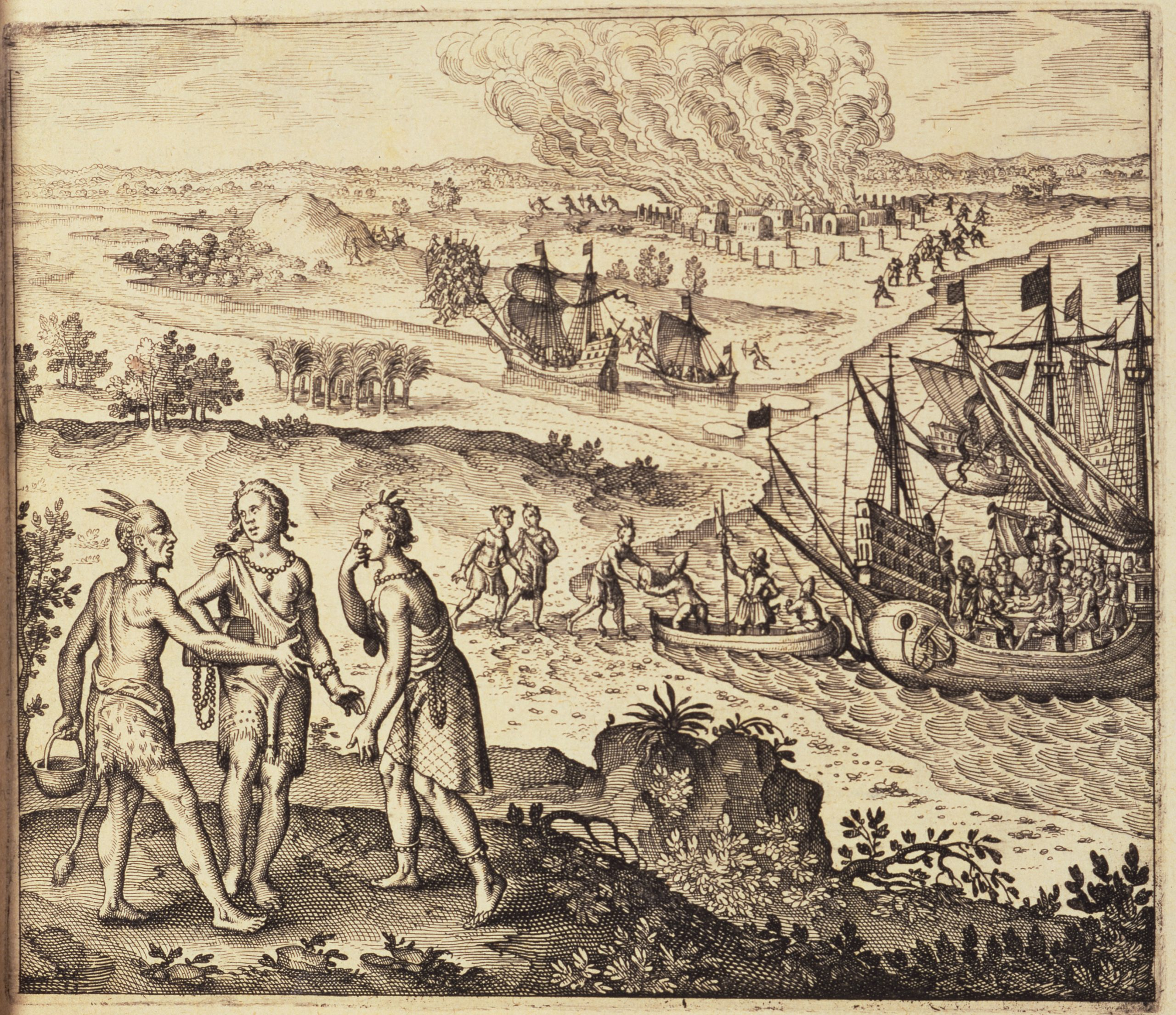
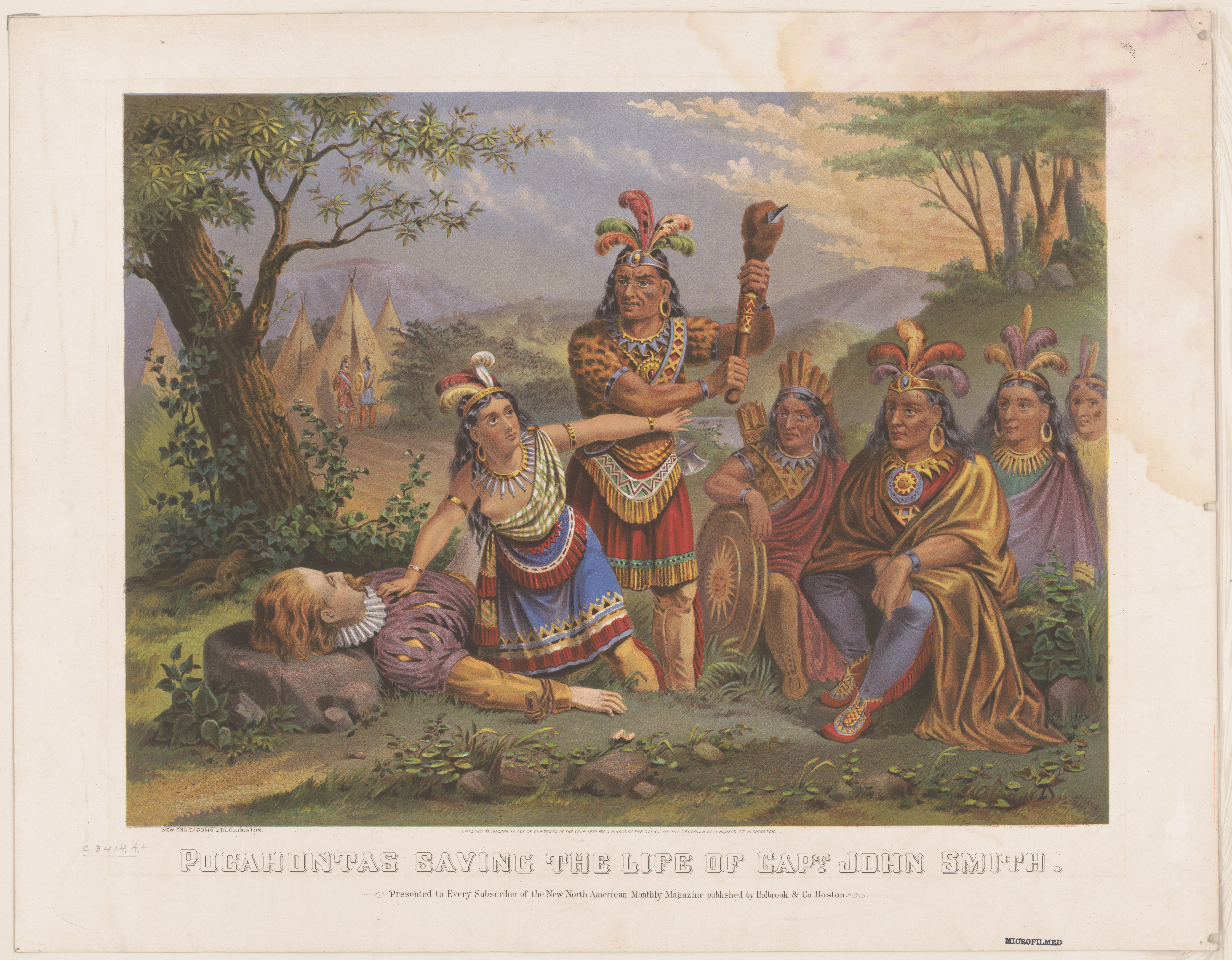
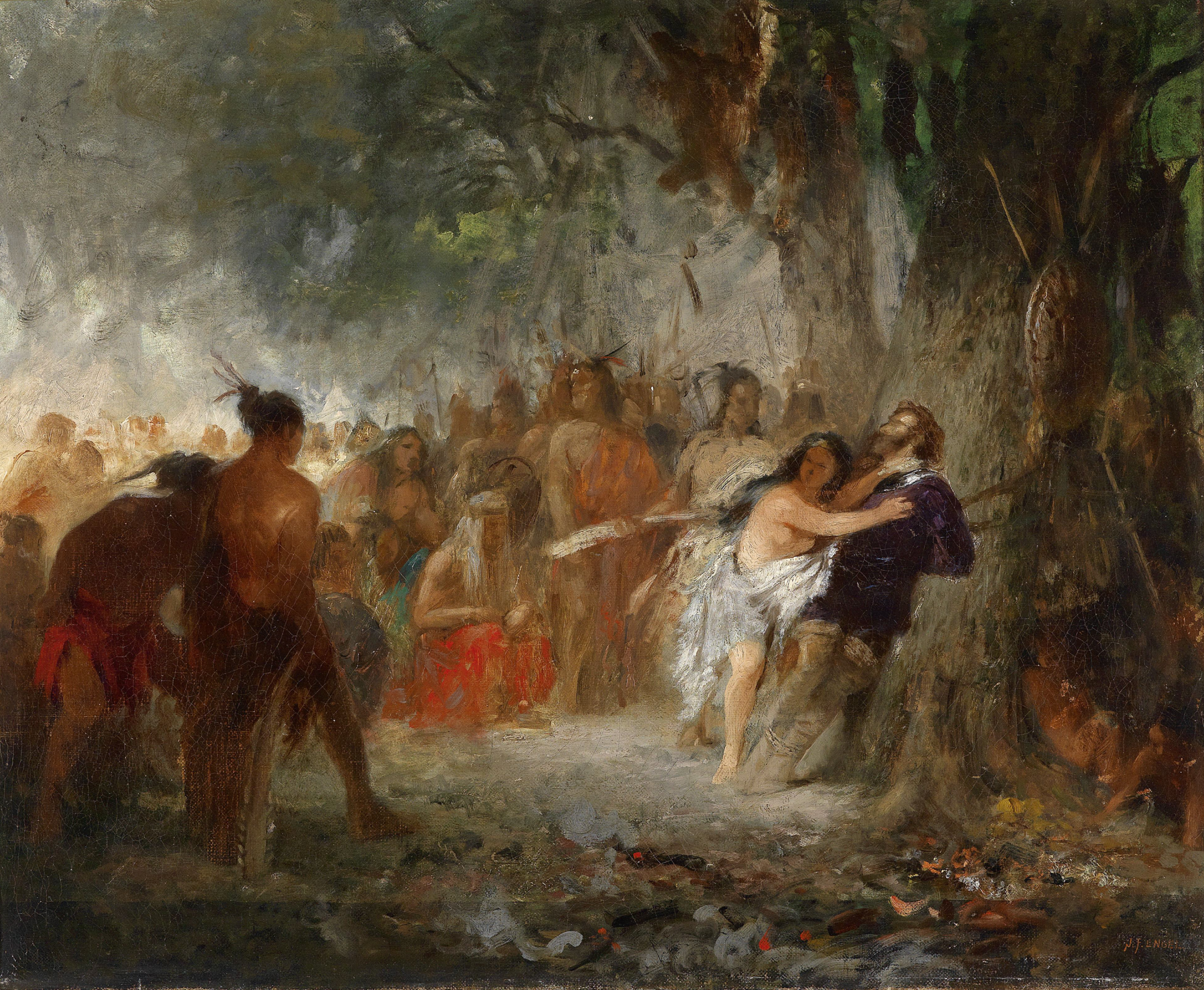
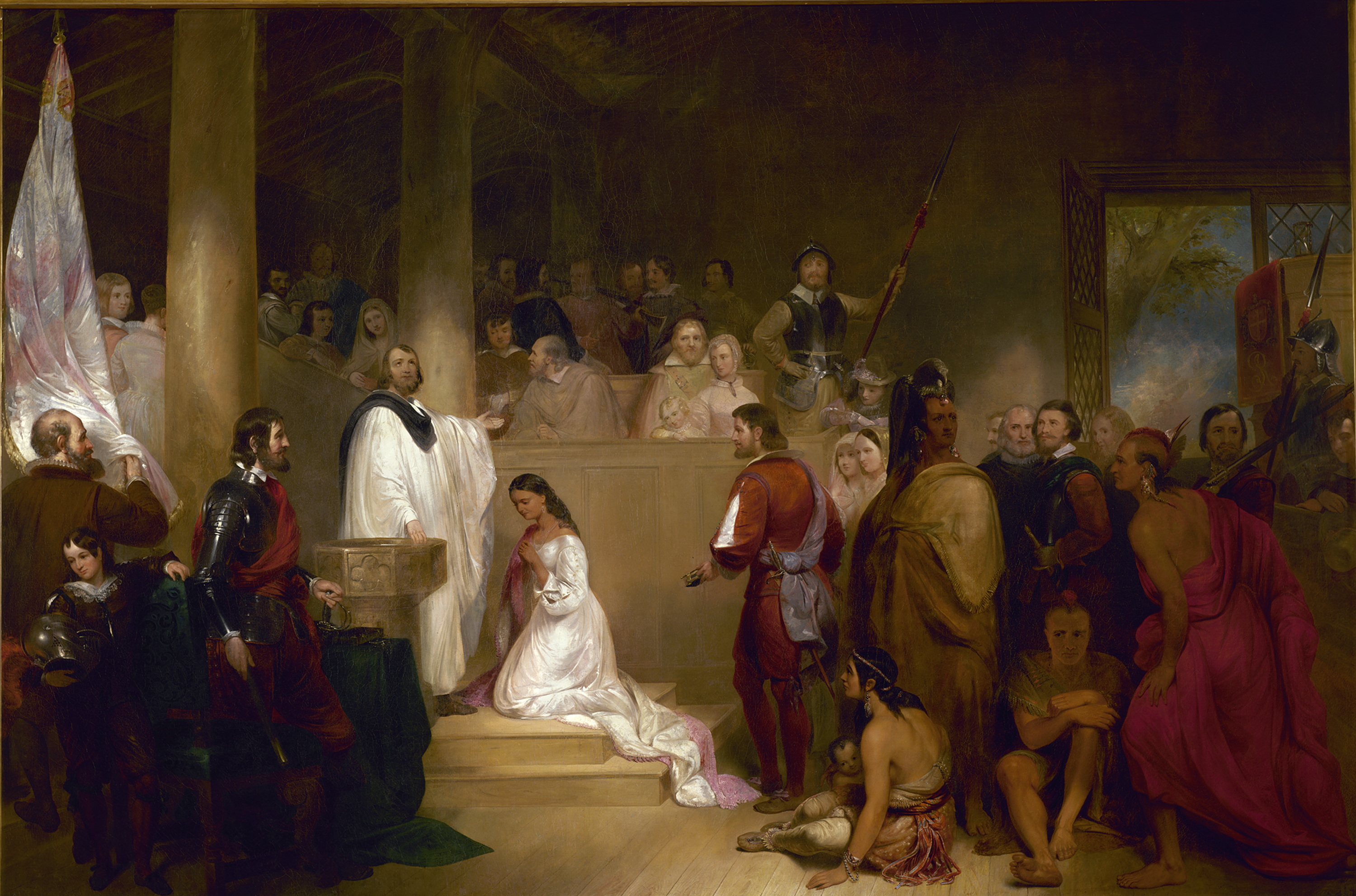
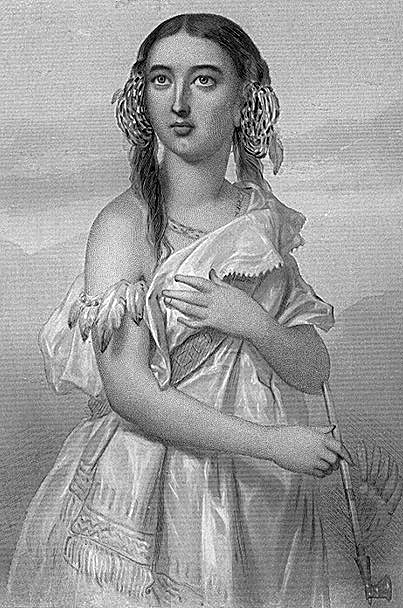
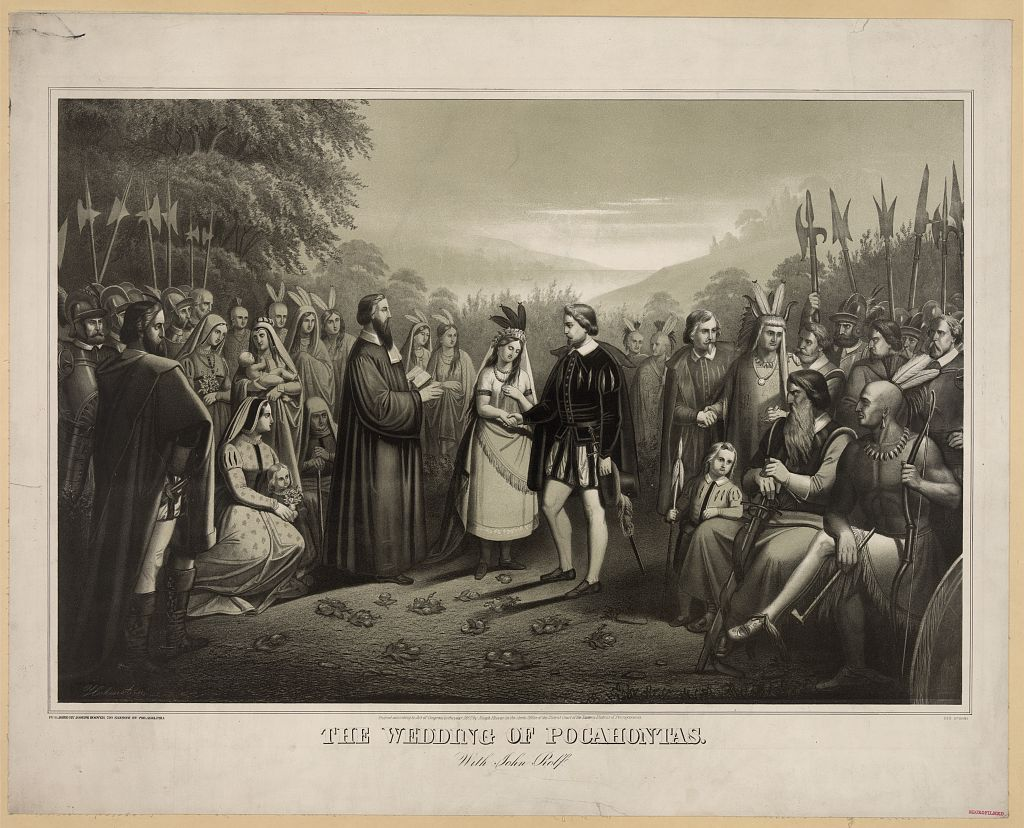
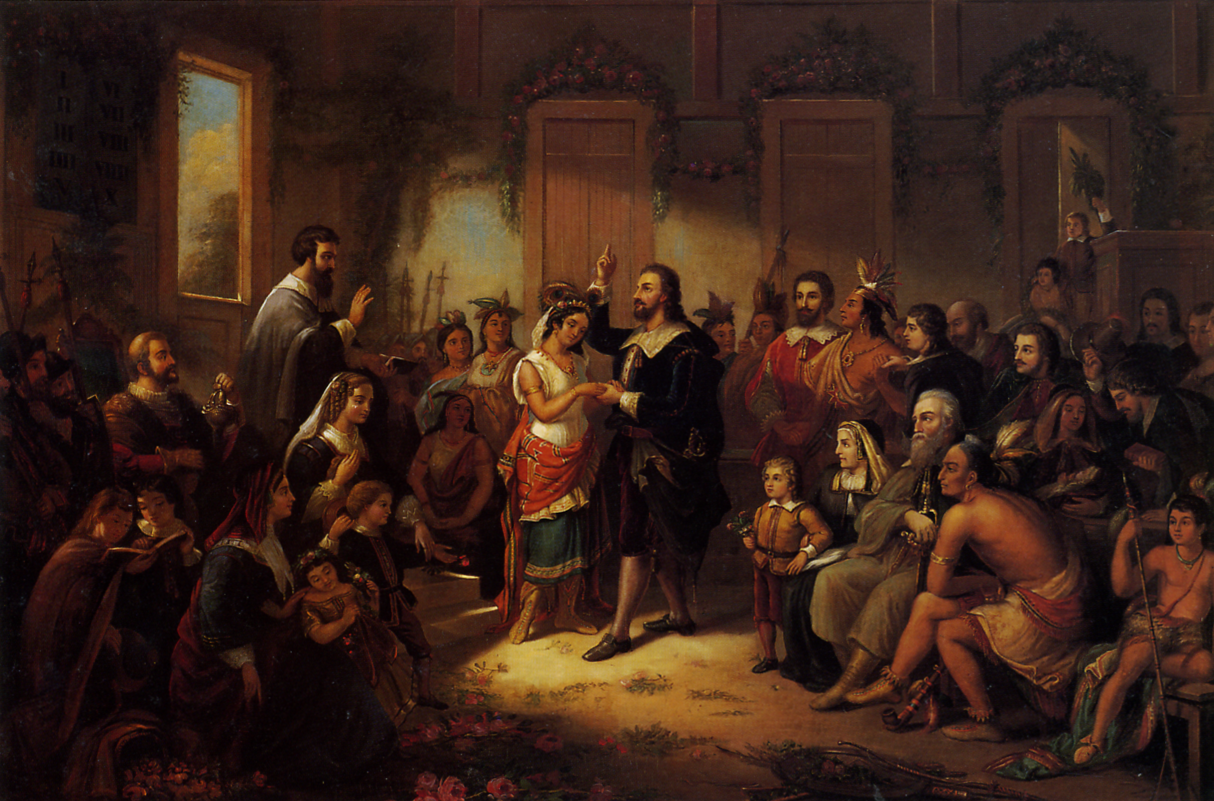
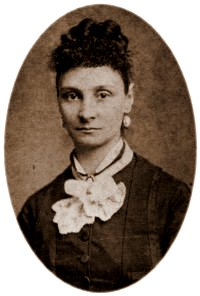
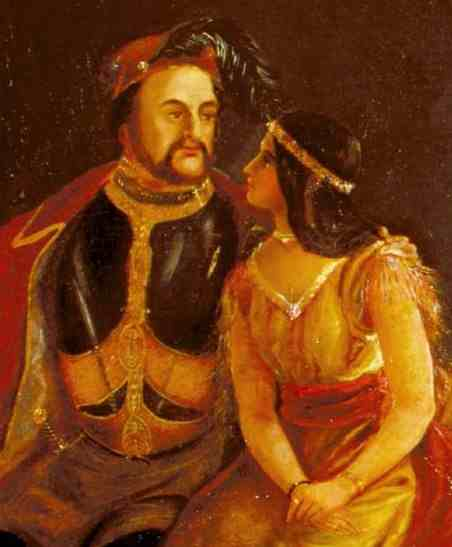
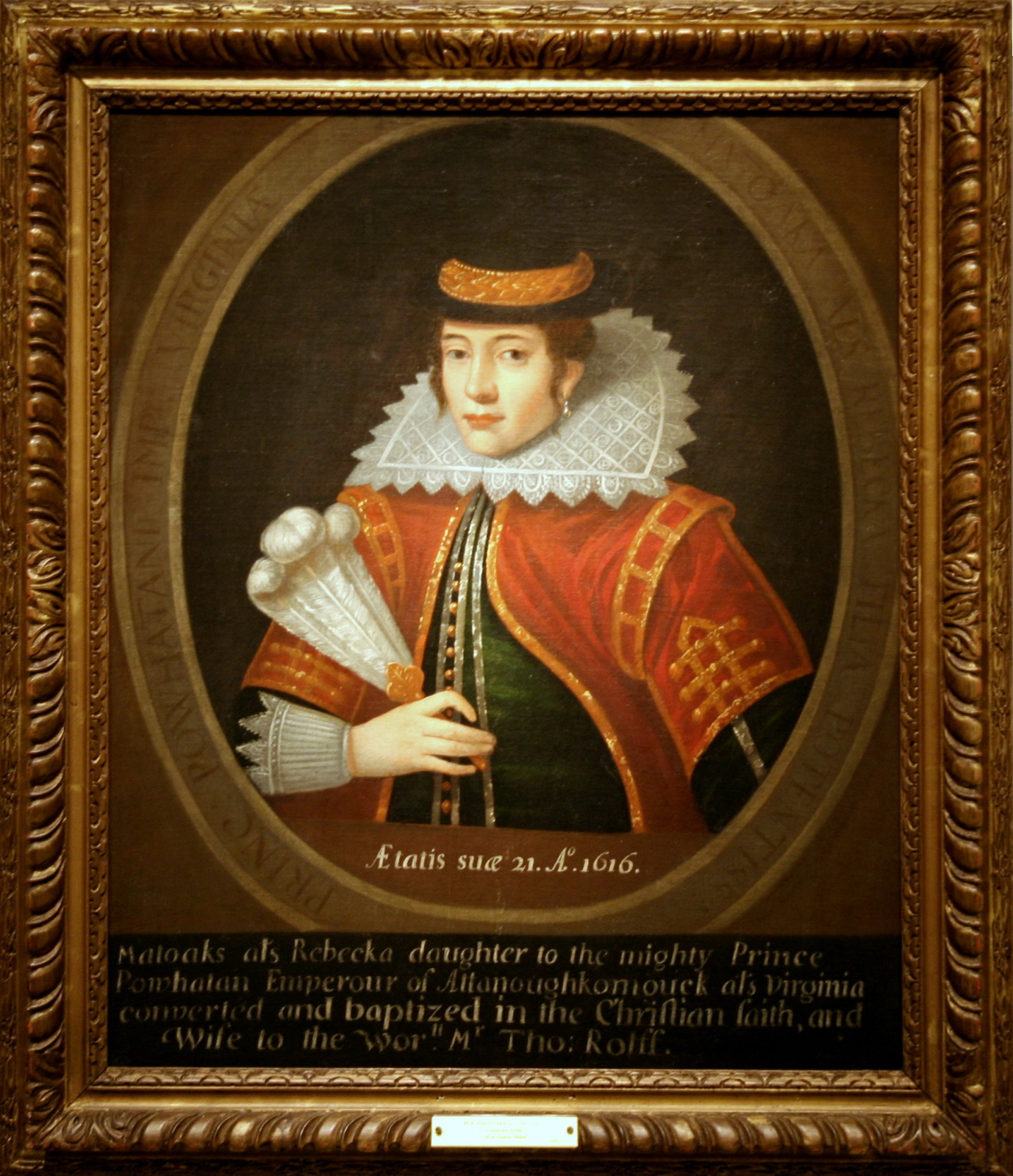